# ماریا فورد
ماریا فورد (انگلیسی: Maria Ford؛ زادهٔ ۱۹۶۶) یک هنرپیشه، مدل و رقصنده اهل ایالات متحده آمریکا است. از فیلم‌های او می‌توان به نمایش درو کری اشاره کرد.